# Corgatha rosacea
Corgatha rosacea là một loài bướm đêm trong họ Erebidae.